# بكة والعجري
بكة والعجري (تُنطق بگ‍ة گ) هي مقاطعة قريبة من وادي الثرثار في ناحية الصينية في غرب قضاء بيجي في محافظة صلاح الدين وسط شمال العراق، مساحتها 182.24 كيلومتراً مربعاً، رقمها 85، كانت مقاطعة بكة تابعة لناحية بيجي حتى يوم 1 كانون الثاني سنة 1976 حين استحدثت ناحية الصينية وصارت بكة تابعة لها، وفيها مخفر شرطة بكة، وكان سابقاً يمكن الوصول برّاً إلى الحضر من عين الدبس إلى بكة إلى الحضَر. قال طه باقر وفؤاد سفر في كتابهما (المرشد إلى مواطن الآثار والحضارة) "ويستمر الطريق من بعد كي تو في البادية وهو غير معبد إلى أن يصل إلى نقطة فيها مفرق طرق تقع على نحو 35 كم من كي تو عندما يتشعب الطريق إلى مخفر القناطر وعين الدبس، وبعد مسافة 14 كم في الاتجاه الشمالي الغربي يصل الطريق إلى المخفر المعروف باسم «بگة» المشيّد حديثاً والواقع على وادي الثرثار، وعنده جسر لعبور هذا الوادي وعند مخفر بكة يتفرع الطريق بعد عبور الجسر المشيد فوق الثرثار إلى ثلاث شعب تتجه إلى الحضر وراوه وام الطوس" وقال المؤلفان "وبعد بكة بمسافة 68 كم شمالاً يصل الطريق إلى الحضر".

## آثارها ومعالمها
- تل المدللة: أُعلنَ عن أثريّة التل في 1 كانون الثاني سنة 1977.
- تل السكريات: أُعلنَ عن أثريّة التل في 1 كانون الثاني سنة 1977.
- تل عجري:في القسم الأسفل من وادي الثرثار يشرف على منخفض كبير يُسمّيه سكّان المنطقة «فيضة بكة».[6] قال طه باقر وفؤاد سفر "يقع إلى الجنوب من مخفر بكة على نحو 6 كم تل واسع يعرف باسم (عجري) و(عجيري) وتشاهد فيه معالم سور من الحجر مستطيل الشكل، ولا يعلم زمنه بالتأكيد الا ان المرجح انه من العهد الفرثى (148) قم - 226 ب م ولعله كان مستوطنا مهما على الطريق بين الحضر وتكريت ومن المحتمل تعيين تل عجيري بالمدينة الآشورية القديمة (دریكا Dariga) التي ذُكرت من جملة المدن التي ثارت على الملك الاشوري شمس أدد الخامس (810-823) قم".
- فيضة بكة: في منطقة بكة منخفض واسع منبسط، اسمه فيضة بكة تنحدر إليه مياه الأمطار من المناطق العالية المجاورة له فيصبح صالحاً للزراعة.